# Mandy Jones
Amanda Ellen „Mandy” Jones (ur. w 1962) – brytyjska kolarka szosowa, dwukrotna medalistka mistrzostw świata.

## Kariera
Największy sukces w karierze Mandy Jones osiągnęła w 1980 roku, kiedy zdobyła brązowy medal w wyścigu ze startu wspólnego podczas mistrzostw świata w Sallanches. W zawodach tych wyprzedziły ją jedynieAmerykanka Beth Heiden oraz Szwedka Tuulikki Jahre. Na rozgrywanych w 1982 roku mistrzostwach świata w Goodwood zwyciężyła w tej samej konkurencji, wyprzedzając Włoszkę Marię Canins i Gerdę Sierens z Belgii. Była również czwarta na mistrzostwach świata w Altenrhein w 1983 roku, gdzie w walce o brązowy medal lepsza okazała się Canins. Po kilkuletniej przerwie wróciła do kolarstwa na początku lat 90.. Była w składzie reprezentacji Wielkiej Brytanii na igrzyska olimpijskie w Barcelonie w 1992 roku, jednak wycofała się ze startu, ponieważ nie była optymalnie przygotowana. W latach 1983, 1985 i 1990 wygrywała brytyjski Cheshire Classic, a w latach 1981 i 1983 była mistrzynią Wielkiej Brytanii.